# Ленёв, Георгий Матвеевич
Гео́ргий Матве́евич Ленёв (укр. Георгій Матвійович Леньов) (14 апреля 1908 года — 7 января 1979 года) — советский военачальник, генерал-лейтенант Советской армии, участник Великой Отечественной войны, Герой Советского Союза (1945).

## Биография
Родился 14 апреля 1908 года в селе Процивка (сейчас город Ромны, Сумская область, Украина), в семье рабочего. Окончил 8 классов средней школы.
В мае 1924 года стал кузнецом в совхозе «Перекрестовка». В 1928 году окончил Ленинградский геологоразведочный техникум, после окончания учёбы работал горным мастером. В июне 1929 года вступил в ВКП(б).
В РККА с ноября 1928 года, затем был годовой перерыв, вновь в армии с 1931 года. В 1940 году окончил Военную академию химической защиты, затем преподавателем общей тактики в одном из военных училищ.
В боях Великой Отечественной войны с ноября 1941 года. Сначала воевал на Западном фронте, затем на Воронежском. С апреля 1944 года — на 3-м Украинском. С сентября 1944 года — на 1-м Белорусском фронте. Был командиром 902-го стрелкового полка (248-я стрелковая дивизия, 9-го стрелкового корпуса, 5-я ударная армия, 1-й Белорусский фронт).
2 февраля 1945 года Ленёву удалось организовать форсирование Одера в районе населенного пункта Грос-Нойендорф и захватить плацдарм.
При отражении контратак врага несколько раз вызывал огонь на себя. Всего за два дня полк под его командованием подбил 15 вражеских танков и 8 бронетранспортеров и удержал плацдарм.
Указом Президиума Верховного Совета СССР от 6 апреля 1945 года за мужество и отвагу, проявленные в боях за удержание плацдарма на Одере, умелое командование полком, подполковнику Ленёву было присвоено звание Героя Советского Союза.
Ленёв участвовал в Параде Победы в Москве и в параде союзных войск в Берлине у Бранденбургских ворот.
После победы продолжил службу в ВС СССР. В 1950 году окончил курсы усовершенствования командиров стрелковых дивизий при Военной академии имени М. В. Фрунзе. В 1952 году избирался в Черновицкий областной Совет депутатов трудящихся.
Ленёв возглавлял Московское высшее общевойсковое командное училище имени Верховного Совета РСФСР, был заместителем командующего Северо-Кавказским военным округом и Ленинградским военным округом. В 1969 году ушёл в запас в звании генерал-лейтенанта.
Жил в городе Красногорске. Проводил большую воспитательную и военно-патриотическую работу среди молодежи.
Скончался 7 января 1979 года. Похоронен в Красногорске на Пенягинском кладбище.

## Труды
Автор и соавтор ряда литературных произведений, посвящённых Великой Отечественной войне. Самое известное из них — «Конец фашистского логова», было издано в Москве в 1973 году. На эту книгу до сих пор ссылаются многие историки.

## Награды и почётные звания
- Герой Советского Союза (6 апреля 1945 года).
- Медаль «Золотая Звезда» № 5659.
- Два Ордена Ленина.
- Два Ордена Красного Знамени.
- Орден Суворова III степени.
- Орден Александра Невского.
- Орден Отечественной войны I степени.
- Орден Красной Звезды.
- Другие награды.

Иностранные
- Орден Virtuti Militari.
- Ряд других наград.

## Память
- В Красногорске на доме, в котором жил герой (улица Комсомольская, дом № 47), установлена мемориальная доска. В местной школе № 9 есть экспозиция, посвящённая генералу.
- В Ромнах в честь Ленёва установлен памятный стенд.